# Gvia HaMedina 2021-2022
La Coppa d'Israele 2021-2022 (in ebraico 2021-2022 גביע המדינה, Gvia HaMedina 2021-2022, cioè "Coppa di Stato 2021-2022") è stata l'83ª edizione della coppa nazionale calcistica israeliana, la 67ª dalla nascita dello Stato di Israele, iniziata il 30 agosto 2021 e terminata il 24 maggio 2022. Il Maccabi Tel Aviv era la squadra campione in carica. L'edizione è stata vinta dall'Hapoel Be'er Sheva, al suo terzo titolo.

## Formula
Si qualificano al sesto turno 8 squadre della Liga Bet qualificate al quarto turno, 8 squadre della Liga Gimel vincenti al quarto turno e 16 squadre della Liga Alef, che entrano al quinto turno.
Come da regolamento, ad eccezione dei quarti di finale, tutte le partite si giocano in gara unica. In caso di parità, dopo i novanta minuti regolamentari, si disputano i tempi supplementari e, se la parità continua, i tiri di rigore. Le semifinali e la finale si giocano in campo neutro.

## Turno preliminare

### Liga Bet
| Squadra 1              | Risultato | Squadra 2                |
| ---------------------- | --------- | ------------------------ |
| 31 agosto 2021         |           |                          |
| Sporting Club Tel Aviv | 0 – 3     | Hapoel Kafr Qasim Shouaa |
| Ironi Beit Dagan       | 0 – 1     | Bnei Jaffa Ortodoxim     |

## Primo turno

### Liga Bet
| Squadra 1                  | Risultato         | Squadra 2                         |
| -------------------------- | ----------------- | --------------------------------- |
| 1º settembre 2021          |                   |                                   |
| Ramla                      | 0 – 4             | Maccabi Ironi Netivot             |
| 2 settembre 2021           |                   |                                   |
| Hapoel Lod                 | 2 – 3             | Shikun HaMizrah                   |
| Tzeirei Tira               | 2 – 1             | Hapoel Kiryat Ono                 |
| 3 settembre 2021           |                   |                                   |
| Ahva Kafr Manda            | 3 – 2 (dts)       | Maccabi Ahva Sha'ab               |
| Beitar Haifa               | 0 – 1             | Pardes Hanna-Karkur               |
| Bnei Jaffa Ortodoxim       | 6 – 1             | Roei Heshbon Tel Aviv             |
| Beitar Ramat Gan           | 2 – 4             | Hapoel Qalansawe                  |
| F.C. Jerusalem             | 2 – 1             | Ironi Modi'in                     |
| Hakoah Ramat Gan           | 2 – 1             | Beitar Kfar Saba                  |
| Hapoel Hod HaSharon        | 4 – 0             | Hapoel Pardesiya                  |
| Hapoel Ironi Arraba        | 0 – 2             | Ironi Bnei Kabul                  |
| Hapoel Kafr Qasim Shouaa   | 1 – 1 (14-13 dtr) | Maccabi Ironi Amishav Petah Tiqwa |
| Hapoel Mahane Yehuda       | 6 – 1             | Shimshon Bnei Taibe               |
| Hapoel Merhavim            | 1 – 3             | Arad                              |
| Hapoel Ramat Yisrael       | 3 – 1             | Beitar Petah Tiqwa                |
| Hapoel Segev Shalom        | 3 – 3 (3-1 dtr)   | Ironi Or Yehuda                   |
| Hapoel Tirat HaCarmel      | 1 – 1 (3-1 dtr)   | Hapoel Bnei Musmus                |
| Ihud Kafr Qara             | 3 – 1             | Tzeirei Umm al-Fahm               |
| Kfar Kama                  | 4 – 2             | Maccabi Nujeidat Ahmed            |
| Tirat Carmel               | 5 – 1             | Maccabi Neve Sha'anan             |
| Tzeirei Rahat              | 1 – 5             | Hapoel Yeruham                    |
| 4 settembre 2021           |                   |                                   |
| Bnei HaGolan               | 0 – 2             | Hapoel Karmiel                    |
| Bnei Shefa-'Amr            | 3 – 2             | Bnei Judaydah-Makr                |
| Hapoel Daliyat al-Karmel   | 0 – 3             | Maccabi Ahi Iksal                 |
| Ihud Bnei Majd al-Krum     | 0 – 3             | Hapoel Ironi Safed                |
| Hapoel Sandala Gilboa      | 4 – 1             | Maccabi Isfiya                    |
| Maccabi Ironi Sderot       | 0 – 3             | Maccabi Kiryat Malakhi            |
| Tzeirei Tamra              | 3 – 2             | Beitar Nahariya                   |
| 5 settembre 2021           |                   |                                   |
| Hapoel Beit She'an Mesilot | 0 – 1             | Ihud Bnei Baqa                    |

### Liga Gimel
| Squadra 1                | Risultato   | Squadra 2                  |
| ------------------------ | ----------- | -------------------------- |
| 9 settembre 2021         |             |                            |
| Be'er Sheva Haim Levy    | 1 – 7       | Maccabi Ironi Hura         |
| 10 settembre 2021        |             |                            |
| Beitar Ashdod            | 4 – 2       | Sderot                     |
| Beitar Gedera            | 0 – 5       | Beitar Gan Yavne           |
| Beitar Tubruk            | 0 – 9       | Beitar Mateh Binyamin      |
| Bnei Ra'anana            | 6 – 1       | Hapoel Ganey Tikva         |
| Elitzur Jaffa Tel Aviv   | 2 – 0       | Hakoah Galei Gil Ramat Gan |
| HaMakhtesh Givatayim     | 4 – 0       | Beitar Ezra                |
| Hapoel Ramla             | 0 – 4       | Maccabi Ramla              |
| Hapoel Nahlat Yehuda     | 1 – 3 (dts) | Maccabi Rehovot            |
| Inter Aliyah Tel Aviv    | 0 – 4       | Hapoel Neve Golan          |
| Maccabi Barkai           | 2 – 1       | Beitar Kiryat Ata Kfir     |
| Maccabi Or Yehuda        | 1 – 0 (dts) | Otzma Holon                |
| 11 settembre 2021        |             |                            |
| Ahva Reineh              | 10 – 0      | Ihud Tzeirei Iksal         |
| Maccabi HaSharon Netanya | 2 – 12      | Bnei Herzliya              |

## Secondo turno

### Liga Bet
| Squadra 1                | Risultato       | Squadra 2             |
| ------------------------ | --------------- | --------------------- |
| 13 settembre 2021        |                 |                       |
| Hakoah Ramat Gan         | 2 – 0           | Hapoel Mahane Yehuda  |
| 14 settembre 2021        |                 |                       |
| Ahva Kafr Manda          | 1 – 0           | Bnei Shefa-'Amr       |
| Arad                     | 1 – 2           | F.C. Jerusalem        |
| Bnei Jaffa Ortodoxim     | 2 – 2 (1-3 dtr) | Hapoel Qalansawe      |
| Hapoel Deir Hanna        | 1 – 3           | Maccabi Ironi Yaffa   |
| Hapoel Ironi Safed       | 1 – 2           | Hapoel Karmiel        |
| Hapoel Kafr Qasim Shouaa | 2 – 0           | Hapoel Hod HaSharon   |
| Hapoel Segev Shalom      | 3 – 1           | Maccabi Ironi Netivot |
| Ihud Kafr Qara           | 2 – 2 (3-2 dtr) | Hapoel Sandala Gilboa |
| Kfar Kama                | 2 – 0           | Hapoel Tirat HaCarmel |
| Maccabi Ahi Iksal        | 0 – 3           | Tirat Carmel          |
| Maccabi Be'er Sheva      | 1 – 3           | Hapoel Yeruham        |
| Maccabi Kiryat Malakhi   | 0 – 2           | Shikun HaMizrah       |
| Pardes Hanna-Karkur      | 1 – 2           | Ihud Bnei Baqa        |
| Tzeirei Tamra            | 0 – 3           | Ironi Bnei Kabul      |
| Tzeirei Tira             | 3 – 0           | Hapoel Ramat Yisrael  |

### Liga Gimel
| Squadra 1                 | Risultato       | Squadra 2                |
| ------------------------- | --------------- | ------------------------ |
| 10 settembre 2021         |                 |                          |
| Hapoel Kiryat Yam         | 3 – 2           | Hapoel Kiryat Haim       |
| Hapoel Tzeirei Nazareth   | 7 – 0           | Hapoel Reineh            |
| 12 settembre 2021         |                 |                          |
| Maccabi Bnei Abu Snan     | 6 – 1           | Hapoel Nahf              |
| 13 settembre 2021         |                 |                          |
| Bnei Ra'anana             | 4 – 2           | Maccabi Ironi Kfar Yona  |
| Hapoel Ramot Menashe      | 2 – 1           | Maccabi Daburiyya        |
| Tzeirei Haifa             | 4 – 2           | Hapoel Ihud Bnei Jatt    |
| 14 settembre 2021         |                 |                          |
| Ahva Reineh               | 4 – 0           | Hapoel Yafa              |
| Al-Ahly Tamra             | 3 – 0           | Maccabi Ein Mahil        |
| Beitar Ashdod             | 7 – 1           | Hapoel Bnei Kuseife      |
| Beitar Gan Yavne          | 1 – 6           | Ashdod City              |
| Beitar Kafr Kanna         | 5 – 1           | Shefaram                 |
| Beitar Mateh Binyamin     | 4 – 5           | Bnei Herzliya            |
| Carmel Haifa              | 6 – 2           | Maccabi Barkai           |
| Elitzur Jaffa Tel Aviv    | 5 – 1           | Shikun Vatikim Ramat Gan |
| HaMakhtesh Givatayim      | 3 – 1           | Hapoel Neve Golan        |
| Hapoel Bnei Bi'ina        | 8 – 2           | Sallama Misgav           |
| Hapoel Mateh Yehuda       | 1 – 4           | Otzma Be'er Sheva        |
| Hapoel Oranit             | 2 – 2 (4-5 dtr) | Maccabi Giv'at Shmuel    |
| Hapoel Tirat Shalom       | 0 – 4           | Beitar Yavne             |
| Ironi Ariel               | 2 – 1 (dts)     | Netanya                  |
| Maccabi Ahva Fureidis     | 2 – 2 (2-3 dtr) | Hapoel Ein as-Sahala     |
| Maccabi Ironi Hura        | 3 – 0           | Maccabi Dimona           |
| Maccabi Or Yehuda         | 0 – 4           | Maccabi HaShikma Hen     |
| Maccabi Ramla             | 4 – 0           | Hapoel Mevaseret Zion    |
| Maccabi Rehovot           | 0 – 3           | Hapoel Bnei Ashdod       |
| Maccabi Spartak Ramat Gan | 0 – 3           | Bnei Yehud               |
| Meitar                    | 1 – 3           | Bnei Yerucham            |
| Or Akiva                  | 1 – 2           | Maccabi Kiryat Yam       |

## Terzo turno

### Liga Bet
| Squadra 1           | Risultato       | Squadra 2                |
| ------------------- | --------------- | ------------------------ |
| 17 settembre 2021   |                 |                          |
| F.C. Jerusalem      | 2 – 1           | Hapoel Segev Shalom      |
| Ihud Kafr Qara      | 3 – 0           | Ihud Bnei Baqa           |
| Tzeirei Tira        | 0 – 0 (5-4 dtr) | Hapoel Kafr Qasim Shouaa |
| 19 settembre 2021   |                 |                          |
| Ahva Kafr Manda     | 2 – 1 (dts)     | Hapoel Karmiel           |
| Hapoel Qalansawe    | 2 – 0           | Hakoah Ramat Gan         |
| Hapoel Yeruham      | 3 – 1           | Shikun HaMizrah          |
| Maccabi Ironi Yaffa | 2 – 0           | Ironi Bnei Kabul         |
| 20 settembre 2021   |                 |                          |
| Kfar Kama           | 1 – 6           | Tirat Carmel             |

### Liga Gimel
| Squadra 1                | Risultato       | Squadra 2              |
| ------------------------ | --------------- | ---------------------- |
| 17 settembre 2021        |                 |                        |
| Ashdod City              | 1 – 1 (3-2 dtr) | Hapoel Bnei Ashdod     |
| Beitar Ashdod            | 1 – 3           | Maccabi Ironi Hura     |
| Beitar Yavne             | 1 – 1 (4-3 dtr) | Maccabi Ramla          |
| Carmel Haifa             | 1 – 8           | Hapoel Kiryat Yam      |
| HaMakhtesh Givatayim     | 4 – 2           | Elitzur Jaffa Tel Aviv |
| Maccabi Ma'alot-Tarshiha | 1 – 0           | Hapoel Shlomi          |
| Tzeirei Haifa            | 5 – 0           | Or Akiva               |
| 18 settembre 2021        |                 |                        |
| Bnei Ra'anana            | 1 – 6           | Bnei Herzliya          |
| 19 settembre 2021        |                 |                        |
| Maccabi Bnei Abu Snan    | 1 – 3           | Hapoel Bnei Bi'ina     |
| Maccabi Giv'at Shmuel    | 0 – 1           | Ironi Ariel            |
| 20 settembre 2021        |                 |                        |
| Al-Ahly Tamra            | 1 – 2           | Maccabi Basmat Tab'un  |
| Beitar Kafr Kanna        | 4 – 2           | Shefa-'Amr             |
| Bnei Yerucham            | 3 – 4           | Otzma Be'er Sheva      |
| Hapoel Ein as-Sahala     | 1 – 0           | Hapoel Ramot Menashe   |
| Hapoel Tzeirei Nazareth  | 0 – 3           | Ahva Reineh            |
| Maccabi HaShikma Hen     | 5 – 2           | Bnei Yehud             |

## Quarto turno

### Liga Bet
| Squadra 1         | Risultato   | Squadra 2           |
| ----------------- | ----------- | ------------------- |
| 27 settembre 2021 |             |                     |
| Ahva Kafr Manda   | 1 – 0 (dts) | Maccabi Ironi Yaffa |
| F.C. Jerusalem    | 1 – 3       | Hapoel Yeruham      |
| Tirat Carmel      | 2 – 1       | Ihud Kafr Qara      |
| Tzeirei Tira      | 3 – 2 (dts) | Hapoel Qalansawe    |

### Liga Gimel
| Squadra 1             | Risultato | Squadra 2                |
| --------------------- | --------- | ------------------------ |
| 27 settembre 2021     |           |                          |
| Beitar Yavne          | 3 – 1     | Ashdod City              |
| Bnei Herzliya         | 6 – 1     | Ironi Ariel              |
| Hapoel Kiryat Yam     | 4 – 0     | Tzeirei Haifa            |
| Maccabi HaShikma Hen  | 0 – 4     | HaMakhtesh Givatayim     |
| Maccabi Ironi Hura    | 5 – 0     | Otzma Be'er Sheva        |
| 28 settembre 2021     |           |                          |
| Maccabi Basmat Tab'un | 8 – 2     | Beitar Kafr Kanna        |
| Hapoel Ein as-Sahala  | 0 – 2     | Ahva Reineh              |
| 29 settembre 2021     |           |                          |
| Maccabi Bnei Abu Snan | 2 – 0     | Maccabi Ma'alot-Tarshiha |

## Quinto turno

### Prima fase
| Squadra 1        | Risultato       | Squadra 2             |
| ---------------- | --------------- | --------------------- |
| 30 agosto 2021   |                 |                       |
| Maccabi Herzliya | 0 – 2           | Bnei Eilat            |
| 31 agosto 2021   |                 |                       |
| Hapoel Iksal     | 0 – 3           | Hapoel Kaukab         |
| Hapoel Herzliya  | 1 – 2           | Maccabi Tamra         |
| Hapoel Ashkelon  | 0 – 0 (3-4 dtr) | Beitar N. Gerusalemme |

### Seconda fase
| Squadra 1                | Risultato       | Squadra 2               |
| ------------------------ | --------------- | ----------------------- |
| 2 settembre 2021         |                 |                         |
| Hapoel Bik'at HaYarden   | 2 – 0           | Hapoel Kfar Shalem      |
| 3 settembre 2021         |                 |                         |
| Bnei Eilat               | 1 – 0           | Shimshon Tel Aviv       |
| Haifa Robi Shapira       | 3 – 2           | Maccabi Kafr Kanna      |
| Hapoel Baqa al-Gharbiyye | 0 – 1           | Hapoel Bnei Ar'ara 'Ara |
| Hapoel Bnei Lod          | 4 – 0           | Hapoel Holon            |
| Hapoel Azor              | 0 – 2           | Maccabi Kabilio Giaffa  |
| Hapoel Bu'eine           | 2 – 0           | Hapoel Bnei Zalafa      |
| Hapoel Marmorek          | 3 – 1           | Dimona                  |
| Hapoel Migdal HaEmek     | 0 – 1           | Ironi Tiberias          |
| Ironi Kuseife            | 0 – 3           | Maccabi Ashdod          |
| Ironi Nesher             | 1 – 1 (3-4 dtr) | Tira                    |
| Maccabi Tzur Shalom      | 4 – 1           | Maccabi Tamra           |
| Maccabi Yavne            | 3 – 1           | Beitar N. Gerusalemme   |
| Shimshon Kafr Qasim      | 1 – 3           | Maccabi Sha'arayim      |
| 4 settembre 2021         |                 |                         |
| Hapoel Kfar Kana         | 0 – 1           | Tzeirey Taibe           |
| 14 settembre 2021        |                 |                         |
| Hapoel Kaukab            | 3 – 1           | Hapoel Bnei Fureidis    |

## Sesto turno
| Squadra 1               | Risultato   | Squadra 2              |
| ----------------------- | ----------- | ---------------------- |
| 4 ottobre 2021          |             |                        |
| Maccabi Tzur Shalom     | 2 – 1 (dts) | Hapoel Kaukab          |
| Bnei Herzliya           | 1 – 2       | Tzeirei Tira           |
| Ironi Tiberias          | 5 – 1       | Ihud Kafr Qara         |
| Haifa Robi Shapira      | 1 – 0       | Maccabi Ironi Yaffa    |
| Maccabi Ironi Hura      | 2 – 4       | Maccabi Ashdod         |
| Bnei Eilat              | 2 – 0       | Hapoel Bnei Lod        |
| Hapoel Marmorek         | 3 – 1 (dts) | Beitar Yavne           |
| Hapoel Yeruham          | 1 – 2       | Maccabi Yavne          |
| Maccabi Sha'arayim      | 4 – 1       | Hapoel Qalansawe       |
| Tira                    | 3 – 1       | Maccabi Basmat Tab'un  |
| Maccabi Kabilio Giaffa  | 3 – 2 (dts) | F.C. Jerusalem         |
| HaMakhtesh Givatayim    | 1 – 2       | Hapoel Bik'at HaYarden |
| Hapoel Kiryat Yam       | 0 – 2       | Tirat Carmel           |
| 5 ottobre 2021          |             |                        |
| Ahva Reineh             | 1 – 2       | Tzeirey Taibe          |
| Hapoel Bnei Ar'ara 'Ara | 2 – 0       | Maccabi Bnei Abu Snan  |
| 12 ottobre 2021         |             |                        |
| Ahva Kafr Manda         | 2 – 1       | Hapoel Bu'eine         |

## Settimo turno
A questo turno partecipano le 16 squadre vincenti il sesto turno e 12 squadre della Liga Leumit. Hapoel Umm al-Fahm, Hapoel Afula, A.S. Ashdod e H. Rishon LeZion, per sorteggio, passano direttamente all'ottavo turno. Il sorteggio è stato effettuato il 7 ottobre 2021.
| Squadra 1           | Risultato   | Squadra 2               |
| ------------------- | ----------- | ----------------------- |
| 26 ottobre 2021     |             |                         |
| Ahva Kafr Manda     | 2 – 1       | Maccabi Ashdod          |
| Bnei Eilat          | 0 – 4       | Hapoel Kfar Saba        |
| Hapoel Marmorek     | 3 – 1       | Hapoel Bik'at HaYarden  |
| Maccabi Sha'arayim  | 1 – 0       | Maccabi Bnei Reineh     |
| Maccabi Yavne       | 0 – 2       | Kafr Qasim              |
| Tira                | 2 – 1       | Tzeirei Tira            |
| Haifa Robi Shapira  | 0 – 5       | Ironi Tiberias          |
| Tzeirey Taibe       | 3 – 1 (dts) | Maccabi Tzur Shalom     |
| Tirat Carmel        | 2 – 4 (dts) | Maccabi Kabilio Giaffa  |
| Hapoel Ramat Gan    | 2 – 3 (dts) | Beitar Tel Aviv Bat Yam |
| Hapoel Akko         | 1 – 0       | Hapoel R. HaSharon      |
| Maccabi Ahi Nazaret | 2 – 0       | Hapoel Ra'anana         |
| Sektzia Ness Ziona  | 1 – 2 (dts) | Bnei Yehuda             |
| 27 ottobre 2021     |             |                         |
| Hapoel Petah Tiqwa  | 3 – 0       | Hapoel Bnei Ar'ara 'Ara |

## Ottavo turno
A questo turno partecipano le 14 squadre vincenti il settimo turno, le 4 squadre che sono state ammesse direttamente a questo turno e le 14 squadre della Ligat ha'Al. Il sorteggio è stato effettuato il 1º novembre 2021.
| Squadra 1               | Risultato       | Squadra 2           |
| ----------------------- | --------------- | ------------------- |
| 16 dicembre 2021        |                 |                     |
| A.S. Ashdod             | 2 – 0           | Ahva Kafr Manda     |
| Hapoel Haifa            | 1 – 1 (4-2 dtr) | Hapoel Kfar Saba    |
| Hapoel Petah Tiqwa      | 0 – 1           | Maccabi Netanya     |
| 17 dicembre 2021        |                 |                     |
| Ironi Tiberias          | 0 – 3           | Bnei Sakhnin        |
| Maccabi Kabilio Giaffa  | 1 – 0           | Kafr Qasim          |
| Maccabi Sha'arayim      | 2 – 1 (dts)     | H. Rishon LeZion    |
| Tzeirey Taibe           | 0 – 2           | Ironi K. Shmona     |
| Ashdod                  | 0 – 1           | Hapoel Umm al-Fahm  |
| Maccabi Ahi Nazaret     | 2 – 1 (dts)     | Hapoel Akko         |
| 18 dicembre 2021        |                 |                     |
| Maccabi Haifa           | 2 – 0           | Hapoel Gerusalemme  |
| Hapoel Nof HaGalil      | 0 – 2           | Maccabi Petah Tiqwa |
| Hapoel Hadera           | 6 – 1           | Tira                |
| Hapoel Tel Aviv         | 1 – 3           | Bnei Yehuda         |
| 19 dicembre 2021        |                 |                     |
| Beitar Gerusalemme      | 2 – 1 (dts)     | Hapoel Afula        |
| Beitar Tel Aviv Bat Yam | 0 – 3           | Hapoel Be'er Sheva  |
| Maccabi Tel Aviv        | 4 – 0           | Hapoel Marmorek     |

## Ottavi di finale
Il sorteggio è stato effettuato il 20 dicembre 2021.
| Squadra 1           | Risultato       | Squadra 2              |
| ------------------- | --------------- | ---------------------- |
| 11 gennaio 2022     |                 |                        |
| Maccabi Ahi Nazaret | 2 – 3 (dts)     | Maccabi Petah Tiqwa    |
| A.S. Ashdod         | 1 – 1 (2-4 dtr) | Maccabi Kabilio Giaffa |
| Bnei Yehuda         | 2 – 0           | Maccabi Sha'arayim     |
| Hapoel Umm al-Fahm  | 0 – 0 (4-5 dtr) | Hapoel Haifa           |
| Ironi K. Shmona     | 2 – 2 (3-5 dtr) | Maccabi Tel Aviv       |
| 12 gennaio 2022     |                 |                        |
| Maccabi Netanya     | 1 – 2 (dts)     | Hapoel Be'er Sheva     |
| Maccabi Haifa       | 4 – 0           | Beitar Gerusalemme     |
| 13 gennaio 2022     |                 |                        |
| Hapoel Hadera       | 3 – 0           | Bnei Sakhnin           |

## Quarti di finale
Il sorteggio è stato effettuato il 13 gennaio 2022.
| Squadra 1                       | Totale | Squadra 2              | Andata | Ritorno     |
| ------------------------------- | ------ | ---------------------- | ------ | ----------- |
| 1º febbraio 2022 / 2 marzo 2022 |        |                        |        |             |
| Bnei Yehuda                     | 0 – 2  | Hapoel Haifa           | 0 – 1  | 0 – 1       |
| Maccabi Petah Tiqwa             | 1 – 2  | Hapoel Be'er Sheva     | 1 – 0  | 0 – 2 (dts) |
| 2 febbraio 2022 / 1º marzo 2022 |        |                        |        |             |
| Hapoel Hadera                   | 0 – 3  | Maccabi Haifa          | 0 – 2  | 0 – 1       |
| 2 febbraio 2022 / 3 marzo 2022  |        |                        |        |             |
| Maccabi Tel Aviv                | 6 – 0  | Maccabi Kabilio Giaffa | 2 – 0  | 4 – 0       |

## Semifinali
Il sorteggio è stato effettuato il 6 marzo 2022.
| Squadra 1        | Risultato | Squadra 2          |
| ---------------- | --------- | ------------------ |
| 19 aprile 2022   |           |                    |
| Maccabi Haifa    | 2 – 0     | Hapoel Haifa       |
| 20 aprile 2022   |           |                    |
| Maccabi Tel Aviv | 1 – 3     | Hapoel Be'er Sheva |

## Finale
| Arbitro: | Daniel Bar Natan |

|                              |                      |                                    |
| Safouri 27’ Hatuel 70’       | Marcatori            | 55’ (rig.) Atzili 87’ (aut.) Vítor |
| Moreno Yosefi Abu Obid Lopes | Tiri di rigore 3 – 1 | Haziza Abu Fani Donyoh Tchibota    |